# Sprechende Grabsteine (Föhr)

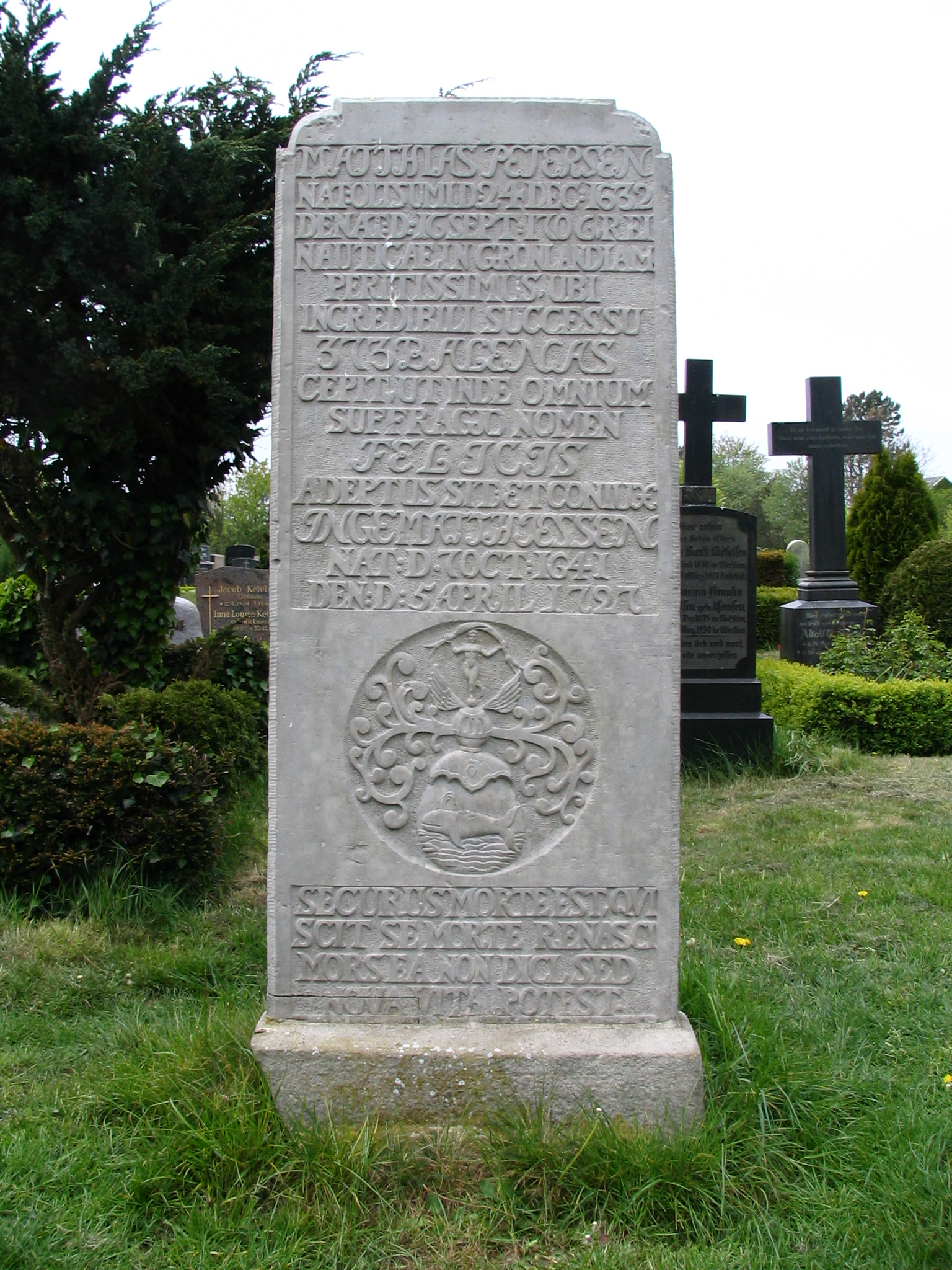
Der Grabstein des „Glücklichen Matthias“ auf dem Friedhof von Süderende

Die Sprechenden Grabsteine von Föhr, auch Erzählende Grabsteine, stehen auf den Friedhöfen der St.-Laurentii-Kirche in Süderende, der St.-Johannis-Kirche in Nieblum sowie der St.-Nikolai-Kirche in Boldixum (heute ein Ortsteil von Wyk auf Föhr). Vergleichbare Objekte finden sich auf der Nachbarinsel Amrum. Sie stehen allesamt unter Denkmalschutz. Ihre Inschriften berichten vom Familien- und Berufsleben, wie auch von besonderen Ereignissen im Leben und Ehrenämtern der Verstorbenen. Mit 265 Grabplatten und Grabsteinen verfügt der Friedhof von St. Johannis über den größten Bestand an historisch wertvollen Grabmalen. Bekanntester Grabstein auf Föhr ist der des Matthias Petersen, genannt der glückliche Matthias. Einziger Bildschmuck des Steins ist ein rundes Relief, das wappenartig die Glücksgöttin Fortuna über einem schwimmenden Wal zeigt. Die – als einzige auf dem Friedhof von St. Laurentii – lateinische Inschrift berichtet von dem Erfolg des 1706 Verstorbenen, 373 Wale in fünf Jahrzehnten erlegt zu haben.

## Herkunft des Rohmaterials
Die fliesenähnlichen Sandsteinplatten der ältesten Grabdenkmäler bestehen aus rotem Sandstein, der im Solling oder im nördlichen Westfalen gebrochen wurde. Die später aufgestellten größeren Steinquader auf Föhr sind etwa 160 mal 70 Zentimeter groß. Die meisten Steine sind aus Obernkirchener Sandstein gefertigt. Die Steine führten Föhrer Kapitäne häufig als Ballast auf ihren Schiffen mit. Diese Steine konnten sich nur wohlhabende Föhrer leisten. Ärmere Insulaner mussten dagegen alte Steine abschleifen und neu gestalten lassen. Teilweise kamen wohl auch Probiertafeln aus der Werkstatt eines Steinmetzes zum Einsatz, worauf einige Buchstaben und das Wort ALVABET auf einer Grabplattenrückseite hindeuten.

## Steinmetze
Abgesehen von den wenigen Ausnahmen der großen Liegeplatten, die von auswärtigen, professionellen Steinmetzen geschaffen sein dürften, wurden alle Grabsteine von Inselfriesen gefertigt. Zunächst waren es wohl holländische Holzschnitzer, die auf dem Festland unterwegs waren, die man zum Grabsteindekor anheuerte, ehe Schiffszimmerleute, die sich Kenntnisse der Steinbearbeitung angeeignet hatten, von den benachbarten Inseln und von Föhr selbst mit der Fertigung beauftragt wurden. Auf Föhr gab es Steinmetze zum Beispiel in Oevenum und Alkersum. Die Gestaltung der Steine ist teilweise sehr aufwändig gehalten. So nahm ihre Fertigung oft viel Zeit in Anspruch. Dies führte dazu, dass manche Grabsteine erst Jahre nach der Beerdigung der verstorbenen Personen aufgestellt werden konnten.

## Sprache und Symbolik

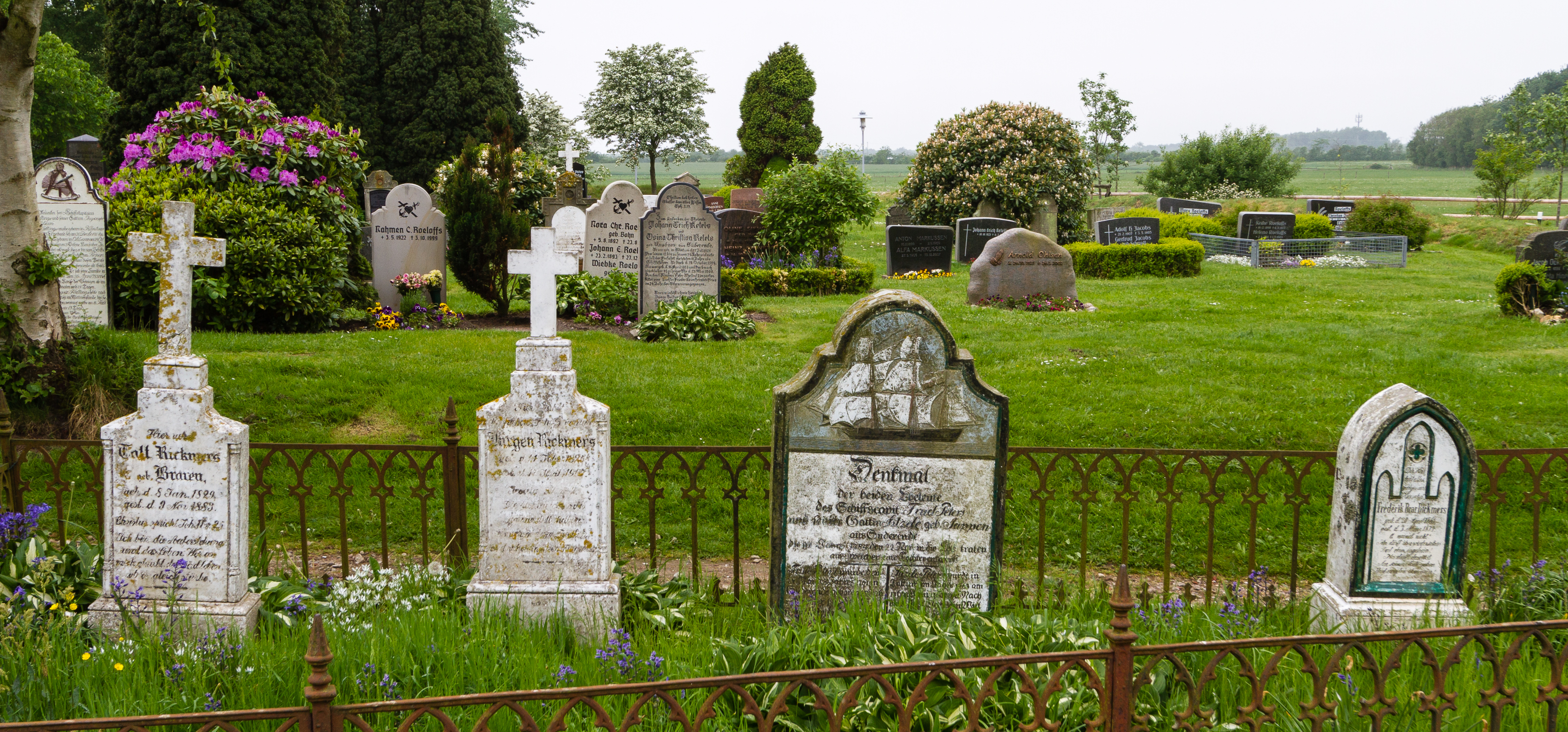
Der Friedhof von Süderende

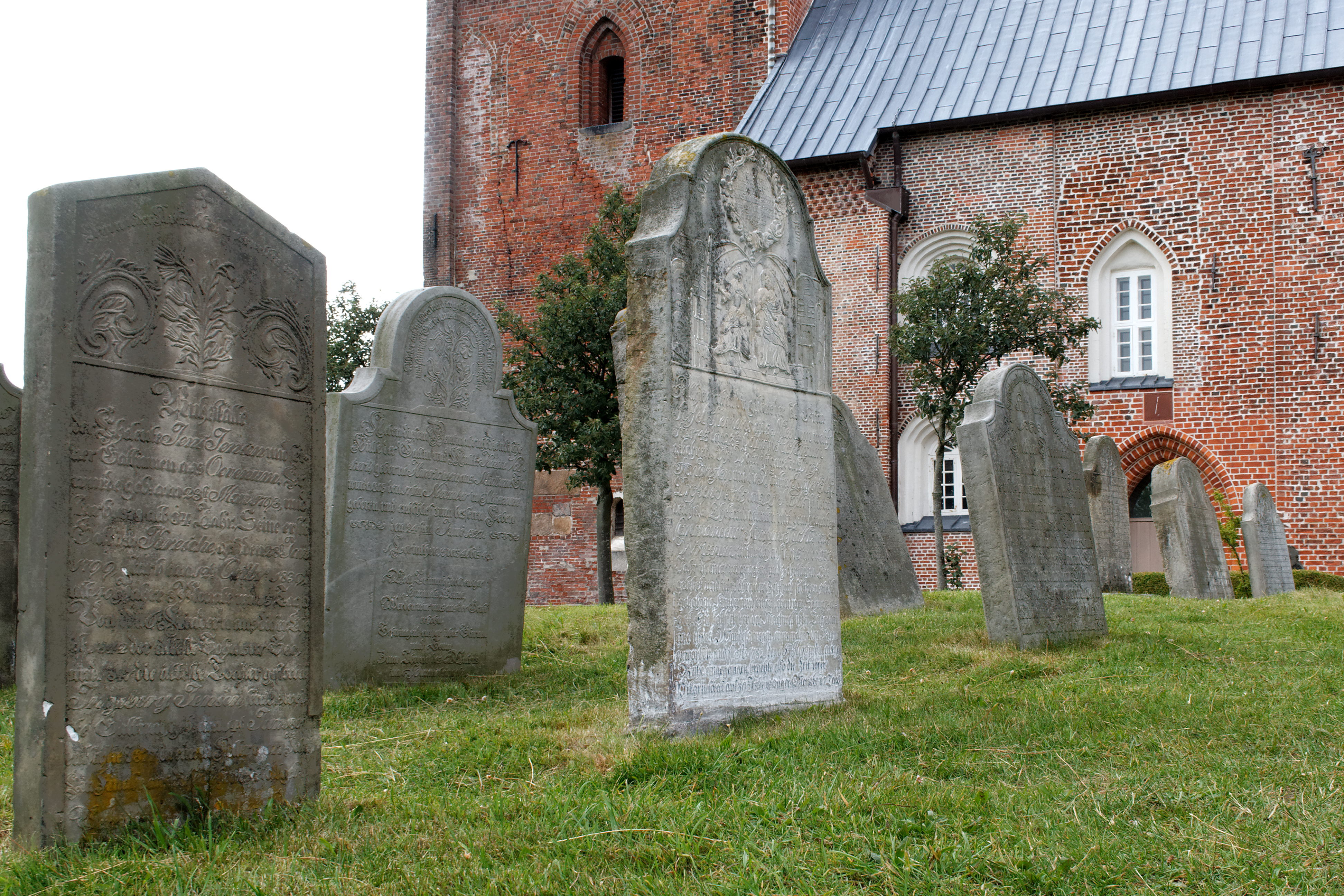
Der Friedhof von Nieblum

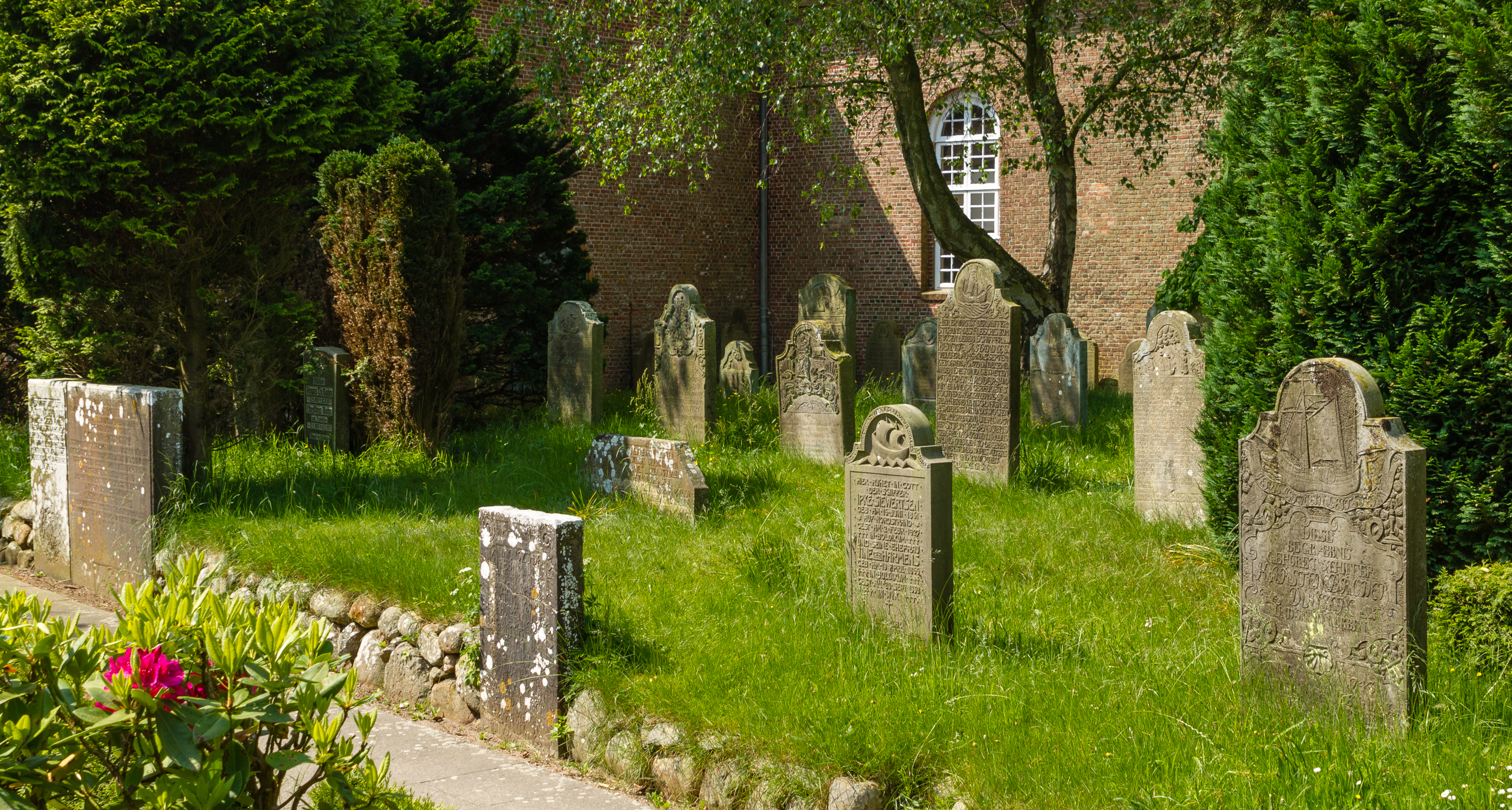
Der Friedhof von Boldixum

Die Texte der meisten Steine sind fast ausnahmslos in der „vornehmen“ Kirchensprache Hochdeutsch verfasst, obwohl die Insel seinerzeit bereits seit vielen Jahrhunderten zu Dänemark gehörte und im Alltag wie auch heute noch Fering (Föhrer Friesisch) gesprochen wurde und wird. Wenige Steine tragen niederdeutsche Inschriften, das bis etwa 1700 Amts- und Kirchensprache war, andere Texte sind auf Latein verfasst. Grabsteine aus dem 20. Jahrhundert haben teilweise Feringische Inschriften. Um die langen Texte auf den Grabsteinen erzählen zu können, nutzten die Steinmetze teilweise Abkürzungen:
- J.S.G.G.S. = Ihren Seelen Gott gnädig sei
- D.S.G.G.S. = Deren Seelen Gott gnädig sei
- I.S.S.G.G. = Ihrer Seele sei Gott gnädig
- D.S.G.G.I. = Deren Seelen Gott gnädig ist
- G.S.S.S.G. = Gott sei seiner Seele gnädig.

Der Reliefschmuck der Grabmäler ist im Stil des Barock und Rokoko gehalten. Er ist oft phantastisch üppig, die Formen wiederholen sich nicht. Sie zeigen „Engel, Sinnbilder der Gerechtigkeit, des Glücks, die Zeichen von Glaube, Hoffnung und Liebe, stolze Schiffe, Mühlen und oft den Familienbaum“. Oft sind Bilder mit Szenen aus der Heiligen Schrift Hauptmotiv eines Steins. Manchmal sind aber auch die Verstorbenen oder – bei Seefahrern – Schiffe abgebildet. Starb der Seemann auf dem Schiff, so zeigt sein Grabstein ein Schiff unter vollem Segel. Ein abgetakeltes Schiff auf dem Grab zeigt an, dass der Seemann an Land verstarb. Weitere häufig verwendete Motive sind neben den Schiffen Mühlen, Berufsgegenstände, aber auch Justitia.
Eine besondere Ikonographie-Tradition hat sich im floralen Motiv erhalten: der Mann und die Söhne der Familie sind auf dem Grabstein linkerhand in Tulpen-ähnlichen Blumen aufgeführt, die Frau und die Töchter rechterhand in Form von vierblütigen, sternförmigen Blumen. Eine geknickte Blume weist darauf hin, dass die betreffende Person zum Zeitpunkt der Entstehung des Grabsteins bereits verstorben war. Die Häufigkeit dieser Symbolik zeugt von einer hohen Kindersterblichkeit.

## Geschichte

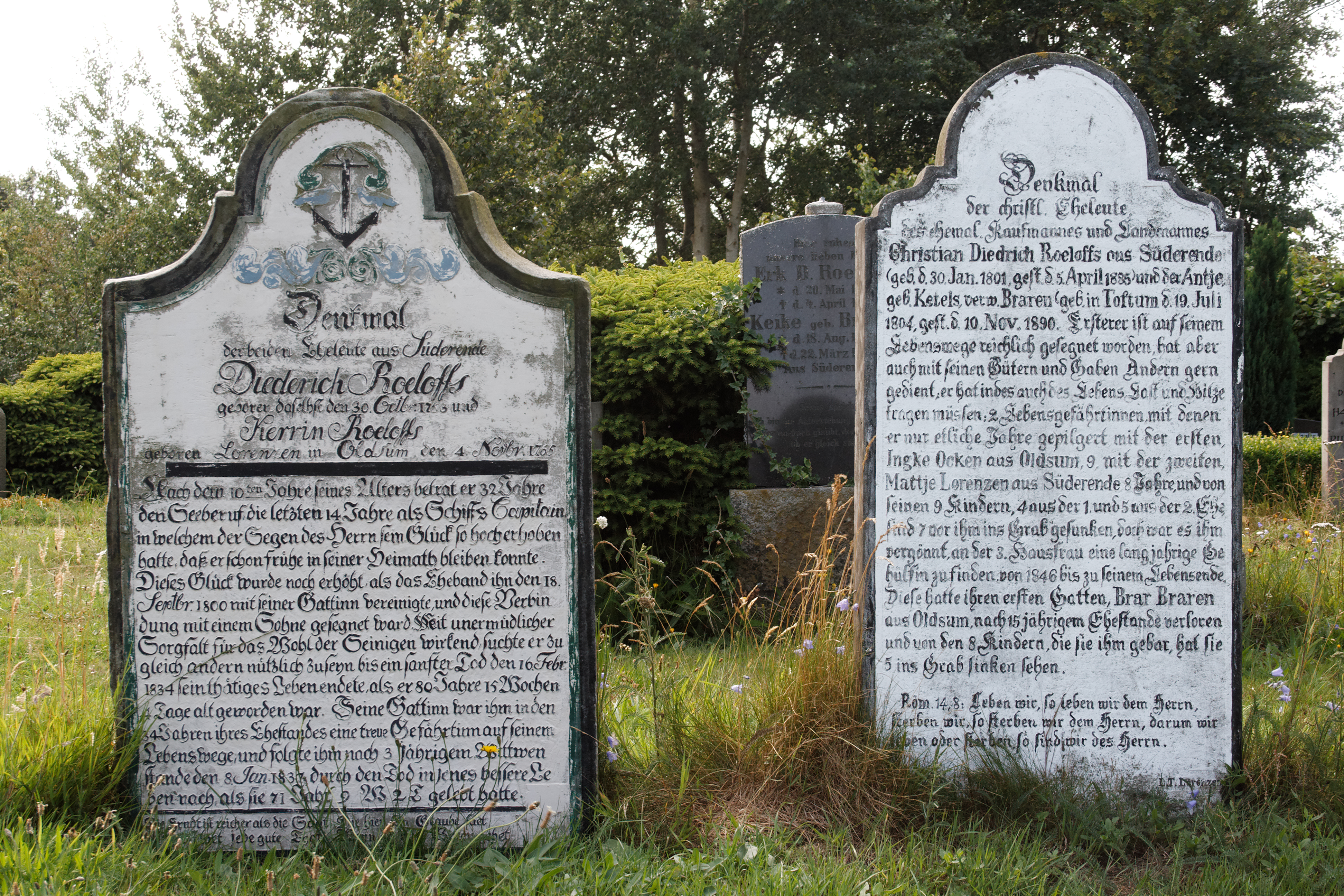
Grabsteine in Süderende

Die ältesten Grabmale waren fliesenähnliche Sandsteinplatten. Um diese in schräger Lage aufstellen zu können, waren die Platten mit einer Bohrung versehen, in der ein Holzstab oder Walknochen Halt fand. Später kamen größere Steine auf, die man nach ihrer Herkunft als Bremer Steine bezeichnete. Der älteste sprechende Grabstein datiert aus dem Jahre 1604. Nach 1700 stieg der Wohlstand eines Teils der Inselbevölkerung rapide an. Föhrer Seeleute, darunter viele Kapitäne, waren besonders zwischen dem 17. und 19. Jahrhundert im Walfang und der Handelsschifffahrt tätig. Nun kamen aufrechtstehende Grabsteine vermehrt in Gebrauch. Sie wurden zum Großteil aus Obernkirchener Sandstein gearbeitet. Im 18. und 19. Jahrhundert kam die Stele in Gebrauch. Die schmalen aufrechtstehenden Grabsteine, häufig in Form einer Säule, tragen in der zur Zeit ihrer Aufstellung meist farbig bemalten Bekrönung „meist eine bildhafte Darstellung die häufig von einem Spruchband umgeben ist“. Im folgenden Abschnitt wird der Lebensweg des Verstorbenen ausführlich geschildert und im unteren Bereich sind häufig ein Spruch oder eine weitere bildliche Darstellung angebracht. Auch bei den Stelen fanden viele wohl eine Zweitverwertung. Sie wurden abgeschliffen und sind neu beschriftet worden. Dabei blieb die alte Bekrönung jedoch meist erhalten.
In den ersten Jahrzehnten des 19. Jahrhunderts setzte der Niedergang ein. Vermehrt wurden nun klassizistische Steine aufgestellt, die auf figürlichen Schmuck wie ausschweifende Darstellungen des Lebens der Verstorbenen verzichten. Es entstanden nur noch wenige sprechende Grabsteine. Mitte des Jahrhunderts war diese spezielle Form der Grabkultur dann gänzlich unüblich. Inzwischen hat sich auch auf den Inseln der Grabstein aus poliertem Granit durchgesetzt, auf denen lediglich die Namen der Verstorbenen und ihre Lebensdaten zu lesen sind.